# Papstwahl 1243
In der Papstwahl von 1243 (16. Mai – 25. Juni) wurde Kardinal Sinibaldo Fieschi aus Genua als Nachfolger von Coelestin IV. gewählt. Das Konklave begann, nachdem der Heilige Stuhl 18 Monate und sechs Tage frei gewesen war, also ca. am 16. Mai 1243. Neun Kardinäle waren anwesend, für eine gültige Wahl mit Zweidrittelmehrheit wurden somit sechs Stimmen benötigt. Es dauerte etwa fünf Wochen, bis sich die Kardinäle auf einen akzeptablen Kandidaten geeinigt hatten. Fieschi nahm den Namen Innozenz IV. an.

## Papstwahl 1241
Die Wahl, die nach dem Tod von Gregor IX. am 22. August 1241 stattfand, war besonders anstrengend. Es gab militärische Operationen, sowohl innerhalb als auch außerhalb Roms, Städte und Liegenschaften wurden zerstört, Guelfen und Ghibellinen gegeneinander, und zwei der Kardinäle waren von Kaiser Friedrich II. gefangen genommen worden und befanden sich in Haft. Als die Wahlversammlung begann, nahmen nur zehn der zwölf Kardinäle teil. Die Kardinäle wurden auf Befehl des Senators von Rom, Matteo Rosso Orsini, festgehalten, und während dieser Wahl starb ein Kardinal. Nach sieben Wochen festgefahrener Verhandlungen in der Sommerhitze Roms gelang es den Kardinälen schließlich, am 25. Oktober die erforderliche Zweidrittelmehrheit für Kardinal Goffredo Castiglione zu erzielen, der den Namen Coelestin IV. wählte. Papst Coelestin IV. wurde nie gekrönt. Es wird auch gesagt, dass er nie geweiht wurde, was sinnlos ist, da er bereits ein Bischof war, und dass er nie eine Bulle ausgestellt hat, was allerdings umstritten ist. Er war ein alter und kranker Mann, der bereits 17 Tage nach seiner Wahl, am 10. November 1241, starb.
Eine zweite Wahl würde also stattfinden müssen. Aber obwohl Papst Coelestin wie üblich am Tag nach seinem Tod begraben wurde, hatten einige Kardinäle Rom bereits verlassen und zeigten sich nicht bereit, die Situation von September und Oktober erneut zu ertragen. Matthäus Paris schreibt, dass vielleicht sechs oder sieben Kardinäle Rom verlassen hatten, woraus folgt, dass nur einer oder zwei geblieben waren. Dies schließt sicher Kardinal Raynaldus dei Conti ein, und Kardinal Sinibaldo Fieschi. Matthäus berichtet auch, dass die Kardinäle, die in Rom geblieben waren, sich bei Freunden und Verwandten versteckten und einige von ihnen krank waren.

## Keine Wahl 1242
Kaiser Friedrich hatte die Umgebung von Rom im September 1241 verlassen, während die Wahl noch andauerte. Im Oktober war er in seinem Palast in Foggia. Seine dritte Ehefrau Isabella von England, die Tochter Johann Ohnelands starb am 1. Dezember 1241, sein Sohn Heinrich (VII.) (ungesichert) am 12. Februar 1242. Er verbrachte das ganze Jahr 1242 im Süden, größtenteils in Foggia, Capua oder Neapel und näherte sich nicht Rom oder den Kardinälen, war aber in Kontakt mit ihnen. Im Februar 1242 schickte er drei Botschafter nach Rom zur Kurie, um über einen Frieden zu verhandeln. Friedrich wollte, dass die Kardinäle zusammenkamen und einen Papst wählten. Er schrieb sie auch direkt an, bot die Freilassung der Kardinäle Giacomo de Pecorara und Oddone de Monferrato an, falls diese an der Wahl teilnehmen würden. Der Kaiser schrieb ein zweites Mal, im Mai, eine ausgeklügelte rhetorische Übung, die auf dem „Topos“ der Kirche als ein Schiff ohne seinen Steuermann und der Gefahr des Schiffbruchs (Schisma) basierte – dies war an die Öffentlichkeit gerichtet. Ein weiterer Brief folgte im Juli und beschuldigte die Kardinäle direkter, das Schiff vom Kurs abzubringen: Wie konnten sie denen, die von rechten Weg abgewichen waren, den richtigen Weg zeigen, wenn sie selbst vom richtigen Weg nicht folgten?
Im Frühjahr 1243, nach einer Sedisvakanz, die seit mehr als fünfzehn Monate andauerte, schrieben Kardinäle, die sich während dieser Zeit bei Anagni versammelt hatten, einen Brief an einen englischen Prälaten: „R[aynaldus] Ostiensis et Velletrensis, J[ohannes] tituli Sanctae Praxedis, S[inibaldus] tituli Sancti Luarentii in Lucina, S[tephanus] tituli Sanctae Mariae trans Tyberim, presbyteri; R[aynerius] Sanctae Mariae in Cosmedin, E[gidius] Sanctorum Cosmae et Damiani, O[tho] Sancti Nicholai in carcere Tulliano, diaconi; sanctae Ecclesiae Romanae Cardinales.“ Oddone di Monferrato unterschrieb den Brief, was also ebenfalls in Anagni: er war vom Kaiser im August 1242 freigelassen worden. Kardinal Romano Bonaventura unterschrieb nicht, er war am 21. Februar 1243 gestorben. Die Namen dieser sieben Kardinäle zeigen, wer zu dieser Zeit Rom verlassen hatte, und dass sich das Gleichgewicht zwischen der kaiserlichen Partei (Ghibellinen), angeführt von den Colonna, und der Opposition, angeführt von den Orsini, änderte. Die „vielleicht sechs, vielleicht sieben“ Kardinäle, die unmittelbar nach dem Tod von Coelestin IV. in Rom geblieben waren, stellten keine Partei dar, sondern nur diejenigen, die sich noch nicht entschieden hatten, was sie tun sollten. Zählt man zu diesen sieben namentlich genannten Kardinälen Giacomo de Pecorara hinzu, der weiter vom Kaiser festgehalten wurde, dann war in Anagni nur noch ein Kardinal nicht anwesend: Ricardus Hannibaldi

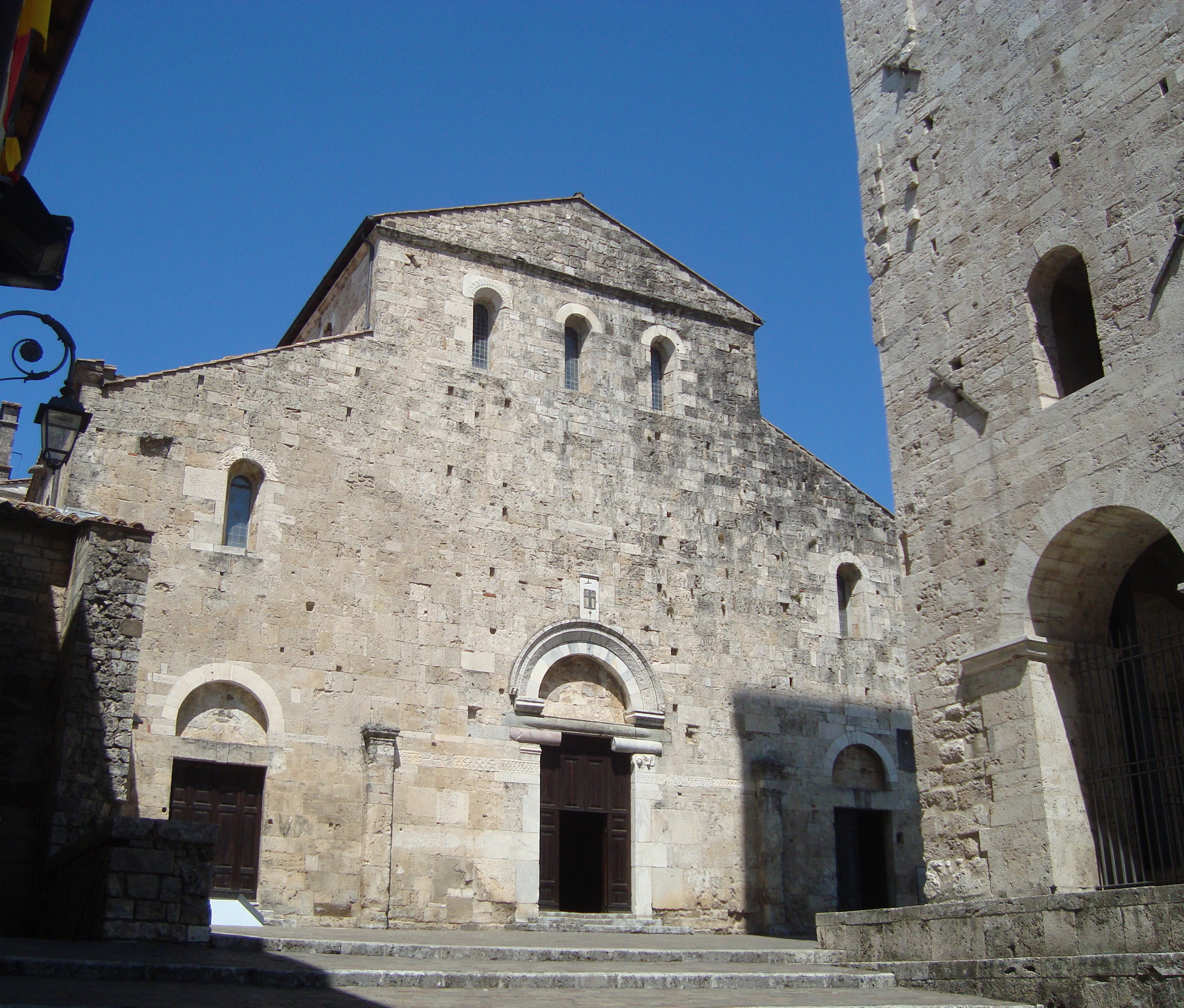
Kathedrale von Anagni

Im Februar 1243 befahl der Kaiser Friedrich die Aufstellung seiner Armee für den 1. April. Er traf die Armee in Capua und im Mai zog er nach Norden in Richtung Rom, wo er begann, Burgen anzugreifen und zu zerstören und so viel Zerstörung wie möglich zu verursachen. Die beiden noch in Rom lebenden Kardinäle flohen nach Anagni, und jetzt, da diese acht Kardinäle versammelt waren, ersuchten sie den Kaiser, der ihrer Bitte, in sein Königreich zurückzukehren, zustimmte. Friedrich ließ dann Kardinal Pecorara frei, den er seit seiner Gefangennahme in der Seeschlacht von Giglio im Mai 1241 gefangen gehalten hatte. Der Kaiser erwartete jedoch, dass die Kardinäle kooperativ seien und einen Papst wählen würden. Und dennoch weigerten sie sich, ein Konklave zu beginnen. Friedrich zeigte seine Wut, indem er seine Armee gegen Rom sandte. Die Römer beklagten nun, dass das Versagen, nach so vielen Monaten einen Papst zu wählen, nicht ihre Schuld gewesen sei, sondern die der hartnäckigen und streitsüchtigen Kardinäle, die sich versteckt hielten. Friedrich lenkte darauf seine Armee auf die Kardinals- und Kirchengüter um.

## Kardinäle
Nikolaus von Calvi, der Biograf von Gregor IX. und Innozenz IV., schreibt, es habe ein Jahr, sechs Monate und sechs Tage gedauert (also bis zum 16. Mai 1243), bis die Kardinäle sich schließlich in der Kathedrale von Anagni zur Wahl zusammensetzten. Zu dieser Zeit gab es neun Kardinäle:
| Kardinal                       | Herkunft   | Rang             | Titel(kirche)                  | Ernannt am         | durch         | Anmerkungen |
| ------------------------------ | ---------- | ---------------- | ------------------------------ | ------------------ | ------------- | --- |
| Reynaldus de' Conti            | Jenne      | Kardinalbischof  | Bischof von Ostia und Velletri | 18. September 1227 | Gregor IX.    | später Papst Alexander IV. (1254–1261) |
| Giacomo da Pecorara, O.Cist.   | Piacenza   | Kardinalbischof  | Bischof von Palestrina         | 5. September 1231  | Gregor IX.    | Von Friedrich II. gefangen gehalten; er wurde im Mai 1243 freigelassen                                                                                         |
| Romano Bonaventura             | Rom        | Kardinalbischof  | Bischof von Porto-Santa Rufina | 1216               | Innozenz III. | Nicht zu verwechseln mit dem gleichzeitig lebenden Bonaventura; Kardinal Romano starb während der Sedisvakanz am 21. Februar 1243, also bevor die Wahl begann. |
| Stefano de Normandis dei Conti | Rom        | Kardinalpriester | Santa Maria in Trastevere      | 1216               | Innozenz III. | |
| Giovanni Colonna               | Rom        | Kardinalpriester | Santa Prassede                 | 18. Februar 1212   | Innozenz III. | Der erste Colonna-Kardinal |
| Sinibaldo Fieschi              | Lavagna    | Kardinalpriester | San Lorenzo in Lucina          | 18. September 1227 | Gregor IX.    | später Papst Innozenz IV. |
| Raniero Capocci, O.Cist.       | Todi       | Kardinaldiakon   | Santa Maria in Cosmedin        | 1216               | Innozenz III. | Kardinalprotodiakon |
| Gil Torres                     | Spanien    | Kardinaldiakon   | Santi Cosma e Damiano          | Dezember 1216      | Honorius III. | |
| Oddone di Monferrato           | Montferrat | Kardinaldiakon   | San Nicola in Carcere          | 18. September 1227 | Gregor IX.    | |
| Riccardo Annibaldi             | Rom        | Kardinaldiakon   | Sant’Angelo in Pescheria       | 1237               | Gregor IX.    | Rektor von Campagna e Marittima, Neffe von Kardinal Rinaldo Conti de Segni                                                                                     |

## Die Wahl
Romanus Bonaventura, Kardinal Bischof von Porto (1236–1243) starb am 21. Februar 1243. Die Zahl der Kardinäle war auf neun gesunken, sechs wurden also für eine Zweidrittelmehrheit benötigt.
Die Kardinäle versammelten sich schließlich in der Kathedrale von Anagni um den 16. Mai 1243, sofern Nikolaus von Calvi korrekt berichtet. Trotz der Wechselfälle, die sie seit dem Tod Gregors IX. und der Verwüstung der Armee des Kaisers Friedrich erlitten hatten, brauchten die Kardinäle fünf Wochen, um einen Papst zu wählen. Über die Beratungen in dieser Zeit ist nichts bekannt, außer dass sie Kardinal Sinibaldo Fieschi aus Genua, einem Verwandten der Grafen von Lavania, als Papst Innozenz IV. am 25. Juni 1243 gewählt haben (Nikolaus von Calvi) oder am Festtag Johannes des Täufers (24. Juni) (Matthäus Paris) Zur Zeit der Wahl war der Kaiser Friedrich in Melfi, wo er, als er die Nachrichten hörte, das Te Deum in seinem ganzen Königreich zu singen befahl.
Papst Innozenz IV. Wurde am Sonntag nach dem Festtag Johannes des Täufers, d. h. am 28. Juni geweiht und gekrönt. Es gibt kein konkretes Zeugnis, aber das Recht, den Papst zu weihen, stand dem Bischof von Ostia, Raynaldus dei Conti zu, und das Recht, ihn zu krönen, gehörte dem älteren Kardinaldiakon („Prior diaconum“), dem Zisterzienser Ranerius Capocci.